# Koreasat 5A

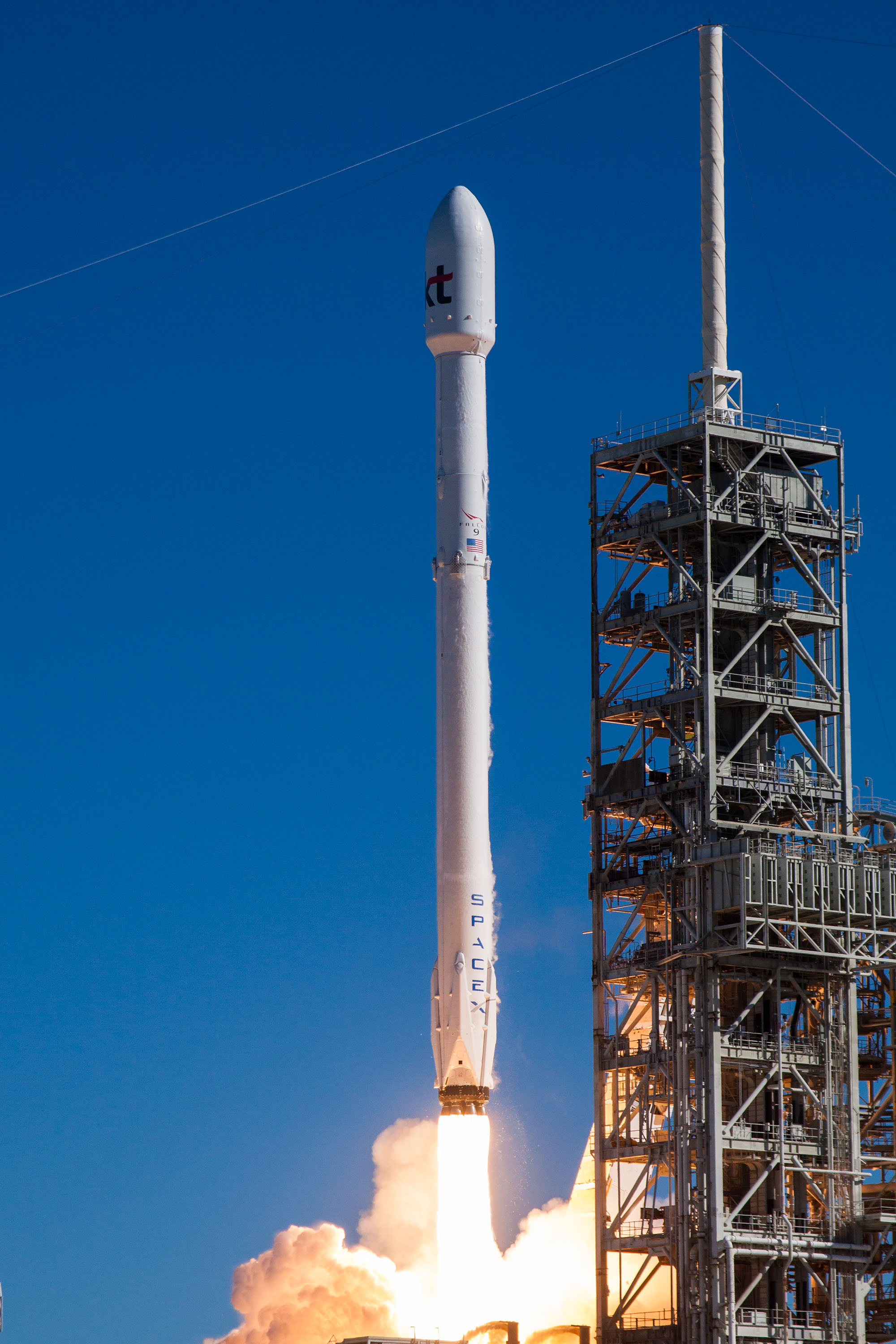
Koreasat-5A Mission

Koreasat 5A ist ein kommerzieller Kommunikationssatellit der südkoreanischen KT SAT.
Er wurde am 30. Oktober 2017 auf einer Falcon-9-Trägerrakete vom Raketenstartplatz Kennedy Space Center in eine geostationäre Transferbahn gebracht.
Der dreiachsenstabilisierte Satellit ist mit 36 Ku-Band Transpondern ausgerüstet und soll von der Position 113° Ost aus Korea, Südostasien und den nahen Osten in fünf Ausleuchtzonen mit Telekommunikationsdienstleistungen und Internet versorgen. Er wurde auf Basis des Satellitenbusses Spacebus 4000 der Thales Alenia Space gebaut und besitzt eine geplante Lebensdauer von 15 Jahren. Koreasat-5A ist einer von zwei Satelliten, die KT SAT im Mai 2014 bei Thales bestellt hatte.